# Долина на смъртта (национален парк)
Националният парк „Долината на смъртта“ (на английски: Death Valley National Park) е национален парк в Съединените американски щати.
В него се намира едноименната Долина на смъртта. Освен нея, паркът включва долините Салин и Панаминт, както и няколко планински вериги. Разположен е главно в източната част на Централна Калифорния, както и частично в щата Невада, на изток от планинската верига Сиера Невада. Въпреки високите температури и ниската влажност, паркът е обитаван от множество пустинни растения и животни.

## История
Индиански племена са живели по тези места преди 10 000 години. Тогава все още са съществували двете големи езера: Менли и Панаминт. Преди около 3000 години езерата пресъхват и индианците саратога, които населяват района по това време, най-вероятно са живели при доста сух и горещ климат. След тях идват няколко други индиански племена, които оставят странни рисунки и различни видове сечива.
Златната треска (The California Gold Rush) довежда първите европейци през 1849 г. Те дават името на долината поради тежките и трудни условия за оцеляване.
Първите полезни изкопаеми, добивани в района, са боракс и талк. Промишленото им добиване започва около 1881 г. за производството на сапун и други материали. По-късно в района започва да се добива мед, злато, олово и сребро, но поради тежките условия на работа и малките залежи, повечето мини са изоставени.
Първите документирани туристи в райони са от 1920 г. и са приютени в палатки. През 1927 г. е построен курортът Крийк Ин (Creek Inn and resort), който използва водата на извора Фърнас Крийк (Furnace Creek).
Президентът Хърбърт Хувър обявява околността (8000 km²) около Долината на смъртта за национален монумент на 11 февруари 1933 г. През 30-те и 40-те години на 20 век 12 компании работят по построяване на пътища, телефонни линии, водни канали, общо 76 постройки, места за пикник, тоалетни и дори малко летище. През 1976 г. е подписан акт, с който се забранява строежът на мини и добиването на полезни изкопаеми. През 1980 г. те са разрешени отново, но в ограничени райони при много строги екологични стандарти и работата им е следена отблизо. През 2003 г. работеща е останала само една мина за боракс.
През 1984 г. Долината на смъртта става биосферен резерват, който на 31 октомври 1994 г. е обявен за национален парк. Най-големият град в непосредствена близост е Лас Вегас, чието население нараства от 550 700 на 1 138 800 души от 1985 до 1995 г.

## Геология
Долината на смъртта се е формирала вследствие на четири периода на силна вулканична дейност, четири периода на седиментация, няколко големи тектонични деформации и ефекта от два ледникови периода. Датирането на скалите в района дава възраст от 1700 милиона години, по време на еона протерозой. Те са подложени непрекъснато на високи температури, налягания и ерозия. В различните части скалите са от различен материал вследствие на наносите – засъхнала кал, доломит, карбонати. Най-младите скали са формирани от базалтова лава.
Преди милиони години на това място е имало солено море, което постепенно се е изпарило. Преди около 550 милиона години се формира платформа от отложени карбонати, подобна на тази в днешните Бахамски острови. Процесът продължава в следващите 300 милиона години по време на палеозойската ера и образува дебел шест километра слой.
От началото до средата на мезозоя западната част на северноамериканския континент се сблъсква с океанската плоча под Тихия океан, което води до свлачища в някои райони и издигане в други. В резултат на това след силна вулканична дейност се формира планинската верига и бреговата ивица е изместена на 300 km на запад. Интересен факт е, че в района не могат да се намерят скали, образувани през юрския период.
Ледниковите периоди започват преди около 2 милиона години. Ледниците, които се образуват в близката планина Сиера Невада, след топенето си образуват няколко езера в долината Панаминт. Допреди около 10 500 години една голяма част от дъното на Долината на смъртта е било покрито от голямо езеро, което геолозите наричат Менли и което постепенно започва да пресъхва. Това място е най-ниската точка на САЩ.

## Климат
В долината е измерена най-високата температура в САЩ и 2-рата в света – 56,7 °C в Грийнленд Ранч (сега Фърнъс Крийк) на 10 юли 1913 г. Поради липсата на вода Долината на смъртта е сред най-сухите и топли места в света. Температури от порядъка на 50 °C са нещо обикновено през лятото, докато зимните падат под 0 °C. Юли е най-горещият месец, а декември – най-студеният. Най-ниската измерена температура е -10 °C.
Средните годишни валежи варират от 48 mm в районите, които са под морското равнище, до 380 mm във високите планини, заобикалящи долината. Когато пада дъжд, той обикновено е съпроводен със силни бури, които предизвикват наводнения.

## Забележителности

### Бадуотър
Пресъхналият басейн Бадуотър (в превод Лоша вода) в Долината на смъртта е на 86 m под морското равнище, което го прави най-ниската точка в САЩ и Северна Америка, и втората в Западното полукълбо след Лагуна дел Карбон в Аржентина. Последната е на 105 m под морското равнище.
Бадуотър е равнинна област с отлагания от чиста сол, която отдалече изглежда като паднал сняг. Формирана е преди 2000 – 3000 години, когато езерото, намиращо се на това място, е пресъхнало. Когато падат дъждове, басейнът се пълни с вода, но тя не се задържа дълго поради силното изпарение. Част от солта се разтваря във водата и след изпарението формира нови кристали, които блестят при отражение на светлината от слънцето.

### Пясъчни дюни
В Долината на смъртта има пясъчни дюни на няколко места. Най-известните от тях са Пясъчни дюни Мескит (Mesquite Sand Dunes). Мескит е дърво, което вирее в Северна Америка и се използва за добив на каучук. Дюните се намират в северната част на долината и са заобиколени с планини от всички страни. Били са използвани многократно за снимане на филми с пустинни сцени, включително в „Междузвездни войни“ (Star Wars). Най-голямата дюна е Звездната (Star Dune), относително стабилна и не мени мястото си, дълбочината на пясъка е 40 – 43 m. Има форма на морска звезда, откъдето идва името ѝ. Дълбочината на други дюни обаче достига до 183 – 213 m.

### Забриски пойнт
Името Забриски пойнт идва от името на Кристиян Забриски (Christian Brevoort Zabriskie), който в началото на ХХ век е вицепрезидент на компанията „Пасифик Кост Боракс“ (Pacific Coast Borax), която добива боракс в района. За целта той използва товарни вагони, теглени от мулета. Мястото става много популярно от филма „Забриски пойнт“ (1970) на Микеланджело Антониони.
Преди милиони години там е имало огромно езеро. Тази част от долината е напълно лишена от растителност и благодарение на ерозията формира причудливи форми в разни цветове. Приличащите на планини образувания са смесица от риолит, чакъл и тиня, вследствие от горещите извори и вулканичната активност.

### Дяволско игрище за голф
Дяволското игрище за голф е част от долината, съставена от солена тиня, засъхнала така, че формира остри ръбове и хората са мислели, че само дяволът може да харесва това място, откъдето и името.
Преди около 3000 – 4000 години, когато климатът е все още влажен, Долината на смъртта е била покрита с около 10 m вода, след това времето се затопля, дъждовете стават все по-голяма рядкост и езерата започват да пресъхват. Много минерали се разтварят във водата и тяхната концентрация се увеличава с увеличаване на изпаряването на водата. Само на места остават солени локви, примесени с кал, солта (NaCl) започва да кристализира и покрива дъното на долината с 1 – 2 m дебел слой солена тиня.
За разлика от Бедуотър, Дяволското игрище за голф е на по-високо надморско ниво и при кристализирането на солта се получават миниатюрни остри връхчета. Капилярният ефект е този, който спомага водата да се издигне и след като се изпари, като оставя тези фантастични форми от сол. Неравните остри върхове растат с около 2 cm всеки 35 години. Вятърът и редките дъждове заедно непрекъснато променят тези форми.

### Кратер Ubehebe
Кратерът Ubehebe (произнася се Ю-бий-хий-бий и на местен индиански език означава „голяма кошница в камъка“) е голям вулканичен кратер, разположен близо до северния връх на планината Котънууд (Cottonwood Mountains). Той е широк 1 km, дълбок между 150 и 237 m; възрастта му е около 4000 – 7000 години.
Кратерът се е формирал вследствие от вулканична дейност, когато магмата се е надигнала в близост до повърхността и е изпарила водата. Последвалата като резултат от парата експлозия се нарича хидровулканична. Ubehebe е последният и най-големият кратер в околността вследствие на такава експлозия. След експлозията прах и пепел покриват хълмовете наоколо, като слоят е от 4 до 6 m. Днес ерозията разкрива тези слоеве от пепел. Пътечка води от паркинга до дъното на кратера. В местността има силни ветрове, които достигат 80 km/h.

### Въглищни пещи
Въглищните пещи са построени през 1867 г. и са използвани за добиване на дървени въглища от дърветата в близката околност. Използваният процес е бавно горене при ниска концентрация на кислород. След като е произведено, това гориво се транспортира в мините и се използва за добиване на руда. Пещите са използвани само 3 години и след това изоставени. Индианците навахо от Аризона ги реставрират през 1971 г.

### Мозаечен каньон
Мозаечният каньон е разположен в северозападната част на планинската верига. Името му произлиза от седимент, получен от скалата брекча и блокове от доломит. Входът на каньона изглежда съвсем обикновен, но само след 200 m се стеснява значително, става дълбок и се врязва в планината Тъки. Стените на каньона са гладки и изглеждат като полиран мрамор. По време на палеозойската ера районът е бил покрит с огромно море. Водата, която е минавала оттук преди милиони години, е създала този каньон, приличащ по-скоро на пролом. Процесът, който го е формирал, се нарича „рязане и запълване“. При проливни дъждове благодарение на ерозията скални отпадъци са депозирани в основата на каньона и образуват стъпаловидно дъно.

### Пистов плаж
Пистов плаж се нарича равнинна област в Долината на смъртта, върху която няколко дузини камъни се придвижват сами по мистериозен начин върху пясъка, оставяйки следи върху него. Понякога тези следи представляват идеална права линия, а понякога са лъкатушещи. Интересното е, че на никого дотогава не се е отдало да наблюдава или фотографира това преместване, въпреки че феноменът е забелязан преди повече от век. Теглото на някои от камъните достига 300 kg. Една от теориите за това явление посочва като причина за преместването дъждовете, които правят пясъка хлъзгав, и след това силни ветрове успяват с по-малко сила да променят позицията им. Друга теория е, че е възможно да е свързано с магнитното поле и минераложкия състав на камъните.
Изследване от 2014 година показва, че всъщност движението се дължи на тънкия лед, който се образува през студените нощи. Благодарение на хлъзгавия филм, който този лед образува, дори слаб вятър може да помести камъните, понякога на стотици метри.

### Солено езеро
Соленото езеро (Salt Creek) в по-голямата си част е пресъхнало и покрито с искряща сол.

### Връх Данте
Връх Данте е част от Черната планина (Black Mountains). Той е висок 1700 m. От връх Данте се разкрива гледка към централната част на Долината на смъртта. От него може да се види и връх Телескоп (Telescope Peak), който е висок 3455 m.

## Флора и фауна
Въпреки че Долината на смъртта е сред най-горещите, най-сухите и трудно проходими места, то е дом на 1040 вида растения, като 23 от тях са специфични за района и не се срещат никъде другаде по света. Съществуването и оцеляването на тези видове се дължи на особеностите на геологическото развитие и на адаптацията им към суровия климат. В по-ниските места основната растителност са дивите цветя и кактусите. През пролетта тези цветя покриват склоновете в ярки цветове и привличат туристи с прелестната гледка. В по-високите части могат да се видят хвойново дърво, махагоново дърво и дори някои видове бор.
От животинските видове най-разпространени за койотите, няколко вида гущери, змии, нощни гризачи, птици и дългороги овце. Може би най-малко очакваното животно там е рибата. Тя може да се види в Соленото езеро (Salt Creek) и Саратога спрингс (Saratoga Springs). Представлява миниатюрни killfish и pupfish (Cyprinodon macularis), достигащи 2,5 cm дължина. Те са единствените оцелели обитатели от времето, когато Долината на смъртта е била голямо езеро.